# Kuttu varisai
Le kuttu varisai ou kutthu varesai (tamoul : குத்துவரிசை) est la composante pratiquée sans arme du silambam, art martial dravidien du Tamil Nadu, en Inde du Sud, mais également pratiqué par les Tamouls du Nord-est du Sri Lanka et de Malaisie. Le terme kuttu varisai signifie « combat à main nue » en tamoul et apparaît pour la première fois dans la littérature sangam des IIe et Ier siècles av. J.-C. On l'appelle également kai silambam, dont le sens est « silambam à la main ».
Le Kuthuvarisai, le Silambam et le Varma Kalai sont parfois regroupés en un seul art (selon les maitres et les lignées). De fait, ils sont intimement liés tant qu'ils se confondent, au point de devenir des branches de tel ou tel autre art martial.
Le kuttu varisai est la discipline à main nue, le kuttu signifie "poing" ou "main nue"; de façon plus large, on utilise tous les membres du corps (main, pied, genou, coude...) pour attaquer l'ennemi;  il est tantôt un art martial à part entière, tantôt une branche du silambam appelé "kai silambam", la composante sans arme du silambam, tantôt un premier niveau du varma kalai.